# Метеор и крутые тачки
«Метеор и крутые тачки» (англ. Bigfoot Presents: Meteor and the Mighty Monster Trucks) — американско-канадский мультсериал. Выходил с 25 сентября 2006 года по 11 октября 2008 года.

## Сюжет
В один день в школе монстр-траков города Крашингтон Парк появляется новый ученик: монстр-трак по прозвищу Метеор, который ездит на больших красных колёсах. Метеор появился в лаборатории НАСА, но прежде чем отправиться покорять иные миры, он должен пройти курс подготовки вместе с остальными машинками.

## Награды
| Премия                               | Номинация                                        | Статус    |
| ------------------------------------ | ------------------------------------------------ | --------- |
| Дневная премия «Эмми» (2007)         | Выдающаяся анимационная программа особого класса | Номинация |
| iParenting Excellent Products (2009) | Домашнее видео/DVD                               | Победа    |